# آبشار میلا میلا
آبشار میلا میلا (به انگلیسی: Millaa Millaa Falls) آبشاری است که در کشور استرالیا واقع شده‌است و بلندترین ریزشگاه آن ۱۸٫۳ متر ارتفاع دارد. حوضهٔ آبریز این آبشار، رود میلا میلا است.